# Nora stad
Denna artikel handlar om den tidigare kommunen Nora stad. För orten se Nora, för dagens kommun, se Nora kommun.
Nora stad var en stad och kommun i Örebro län. 

## Administrativ historik
Nora stad fick sina stadsrättigheter den 20 december 1643 av drottning Kristina förmyndarregering, vilka sedan bekräftades av Kristina när hon blivit myndig 10 november 1645, och bröts då ut ur Noraskogs socken. 
Till staden hörde då Nora kyrkobol där själva staden låg, samt 1 mantal Fibbetorp, ett mantal Stensnäs samt ett jordstycke som kallades Herrgården, samt det under kyrkoherdebostället lydande hemmanet Trängbo. Jorden lydde ursprungligen under staden men såldes efterhand av, och måste huvudsakligen köpas tillbaka när sedan Nora stad kom att expandera. Klagan över brist på ved gjorde att Utmålet utanför Gamla Pershyttan 1652 donerades till Nora stad, trots ett läge långt från staden. Nora kungsgård lydde ursprungligen inte under Nora stad, men från 1670-talet gjordes flera försök att komma över området norr om Kungsgården för att anlägga kålgårdar och tomter. 1719 lyckades slutligen staden komma över hela området ned till Norasjön. 1817 skänktes delar av den södra delen av kungsgårdsjorden till staden för att där anlägga en kyrkogård, och vid mitten och slutet av 1800-talet uppläts en stor del av det övriga området åt Nora-Ervalla-Järnvägar. Redan på 1600-talet försökte Nora stad köpa in hemmandet Hagby med tillhörande kvar och stångjärnshammare. Av planerna som återkom titt som tätt blev dock inte förrän 1897 då Nora stad köpte området. 1918 inkorporerades området i Nora stad.
Staden blev en egen kommun, enligt Förordning om kommunalstyrelse i stad (SFS 1862:14) från och med den 1 januari 1863, då Sveriges kommunsystem infördes. 1965 inkorporerades Noraskogs landskommun i staden. Två år senare bröts dock området för Hjulsjö församling (som varit en del av Noraskogs landskommun) ut ur staden och tillfördes Hällefors köping. 1971 ombildades staden till den då nybildade Nora kommun.
Nora stad hade egen jurisdiktion fram till 1951 då rådhusrätten drogs in och staden lades under Lindes och Nora domsagas tingslag.
I kyrkligt hänseende hörde staden till Nora stadsförsamling.

### Sockenkod
För registrerade fornfynd med mera så återfinns staden inom ett område definierat av sockenkod 2254 som motsvarar den omfattning Nora socken och staden hade kring 1950.

## Stadsvapnet
Blasonering: I silver en stam med fem därifrån uppväxande granar, varannan hög, varannan låg. 
Vapnet fick kunglig fastställelse 1947 och bygger på sigill från stadens grundande 1643. 1980 registrerades vapnet för den nya kommunen i PRV.

## Geografi
Nora stad omfattade den 1 januari 1952 en areal av 9,46 km², varav 6,23 km² land. Efter nymätningar och arealberäkningar färdiga den 1 januari 1960 omfattade staden den 1 november 1960 en areal av 10,82 km², varav 7,54 km² land.

### Tätorter i staden 1960
I Nora stad fanns del av tätorten Noraa, som hade 4 022 invånare i staden den 1 november 1960. Tätortsgraden i staden var då 98,6 procent.

## Politik

### Lista över borgmästare
| Namn                   | Från | Till |
| ---------------------- | ---- | ---- |
| Nils Månsson           | 1643 | 1654 |
| Johan Hansson Dreilich | 1654 | 1681 |
| Johan Frumerie         | 1681 | 1689 |
| Carl Hielmer           | 1689 | 1695 |
| Hans Wetterström       | 1696 | 1708 |
| Johan Ytter            | 1708 | 1718 |
| Ulf Kyllenius          | 1719 | 1750 |
| Peter Engberg          | 1750 | 1776 |
| Johan Jacob Netzel     | 1776 | 1803 |
| Karl Magnus Victorin   | 1805 | 1846 |
| Karl Johan Watz        | 1847 | 1887 |
| Mauritz Axell          | 1888 | 1902 |
| Sven Otto Lagerberg    | 1902 | 1922 |
| E. Humble              | 1923 | 1925 |
| Åke Edvardsson         | 1925 |      |

### Mandatfördelning i valen 1919-1966
| 2 | 7 | 6 | 10 |

| 24 |

| 2 | 6 | 7 | 10 |

| 25 |

| 2 | 4 | 6 | 13 |

| 23 |

| 9 | 5 | 11 |

| 25 |

| 9 | 3 | 13 |

| 24 |

| 7 | 4 | 3 | 11 |

| 24 |

| 10 | 2 | 3 | 10 |

| 23 |

| 2 | 11 |  | 3 | 8 |

| 23 |

| 3 | 10 | 2 | 4 | 6 |

| 23 |

|  | 12 |  | 7 | 4 |

| 22 |

|  | 12 | 6 | 6 |

| 22 |

|  | 12 |  | 6 | 5 |

| 23 |

|  | 13 |  | 6 | 4 |

| 23 |

| 2 | 21 |  | 6 | 6 | 4 |

| 36 |

| 3 | 18 |  | 6 | 6 |  | 5 |

| 38 |

## Befolkningsutveckling
| Befolkningsutvecklingen i Nora stad 1810–1990                                                           | Befolkningsutvecklingen i Nora stad 1810–1990 | Befolkningsutvecklingen i Nora stad 1810–1990 | Befolkningsutvecklingen i Nora stad 1810–1990 | Befolkningsutvecklingen i Nora stad 1810–1990 |
| --- | --------------------------------------------- | --------------------------------------------- | --------------------------------------------- | --------------------------------------------- |
| |                                               |                                               |                                               |                                               |
| År |                                               |                                               | Folkmängd                                     |                                               |
| 1810 | 1810                                          |                                               | 627                                           |                                               |
| 1820 | 1820                                          |                                               | 628                                           |                                               |
| 1830 | 1830                                          |                                               | 722                                           |                                               |
| 1840 | 1840                                          |                                               | 756                                           |                                               |
| 1850 | 1850                                          |                                               | 908                                           |                                               |
| 1860 | 1860                                          |                                               | 1 100                                         |                                               |
| 1870 | 1870                                          |                                               | 1 440                                         |                                               |
| 1880 | 1880                                          |                                               | 1 536                                         |                                               |
| 1890 | 1890                                          |                                               | 1 373                                         |                                               |
| 1900 | 1900                                          |                                               | 1 679                                         |                                               |
| 1910 | 1910                                          |                                               | 2 056                                         |                                               |
| 1920 | 1920                                          |                                               | 2 389                                         |                                               |
| 1930 | 1930                                          |                                               | 2 631                                         |                                               |
| 1940 | 1940                                          |                                               | 2 924                                         |                                               |
| 1950 | 1950                                          |                                               | 3 517                                         |                                               |
| 1960 | 1960                                          |                                               | 4 054                                         |                                               |
| 1970 | 1970                                          |                                               | 4 595                                         |                                               |
| 1980 | 1980                                          |                                               | 9 096                                         |                                               |
| 1990 | 1990                                          |                                               | 9 308                                         |                                               |
| Anm: Källor: Umeå universitet - Tabellverket 1749-1859, Demografiska databasen, CEDAR, Umeå universitet |                                               |                                               |                                               |                                               |